# クロアナバチ
クロアナバチ（黒穴蜂）は、膜翅目アナバチ科のハチ。狩りバチとして知られる。ハチャの方言を持つ。

## 特徴･生態
体長25～30mm。黒く光沢がある。翅は半透明の暗褐色。頭部には白色の毛がある。日本全土、台湾、フィリピンに分布。奄美以南には別亜種が分布する。発生時期は8月～10月。
アナバチは、地中に坑道を掘って巣を作るためそう呼ばれるが、本種は体全体が黒色であることからクロアナバチと命名されている。日当たりと水はけのよい砂地の地面に営巣することが多い。直翅目キリギリス科の昆虫に毒針で麻酔をかけ捕獲し、巣に引き込み、これに産卵するという典型的な狩りバチとしての生態を持つ。孵化後は獲物が幼虫の食料となる。
穴を3本掘るが、中央の穴が本物の巣の入口。働きに出る際にはこの穴を塞いでおく習性がある（沖縄昆虫野外観察図鑑）という。